# North Wraxall
 (septembre 2023).
Pour les articles homonymes, voir Wraxall (homonymie).
North Wraxall est une paroisse civile et un village du Wiltshire, en Angleterre.